# Couleurs panarabes
Les couleurs panarabes sont les couleurs rouge, noir, vert et blanc. Elles sont issues du drapeau de la Révolte arabe de 1916-1918. On retrouve ces couleurs dans la plupart des drapeaux des pays du monde arabe.

## Histoire

(ratio: 2:3) Drapeau de la Révolte arabe de 1916-1918.

Les couleurs sont inspirées d'un vers du poète irakien du XIVe siècle Safi al-Din al-Hilli : « Blancs sont nos bienfaits, noires sont nos batailles, verts sont nos pâturages, rouges sont nos épées » (بيض صنائعنا سود وقائعنا .. خضر مرابعنا حمر مواضينا).
Sur la gauche un triangle rouge, prolongé par trois bandes horizontales noire, verte et blanche.
- le triangle rouge symbolise la « maison hachémite » de Mahomet et des émirs de La Mecque
- la bande noire symbolise les Abbassides de Bagdad (750-1258)
- la bande verte symbolise les Fatimides (avant 969)[1]. Plus largement le vert symbolise les Alides (proto-chiite)[2].
- la bande blanche symbolise les Omeyyades de Damas (661-750) et les Fatimides du Caire (969-1171).

Les couleurs sont adoptées pour le drapeau de la révolte arabe, lors de la Révolte arabe de 1916-1918 qui vise à la formation d'un royaume arabe englobant tout le Bilad-Es-Sham. Le choix des couleurs et de leur disposition est réalisé, soit par Mark Sykes, soit par le Chérif Hussein lui-même.

## Drapeaux arborant les couleurs panarabes

### Drapeaux nationaux

Drapeau du Yémen
Drapeau de l'Égypte
Drapeau de la Syrie
Drapeau de l'Irak
Drapeau de la Libye
Drapeau du Soudan
Drapeau de la Jordanie
Drapeau des Émirats arabes unis
Drapeau du Koweït

### Drapeaux de mouvements politiques et d'États non reconnus ou partiellement reconnus

Drapeau de la Palestine (depuis 1988)
Drapeau du Front Polisario et de la République arabe sahraouie démocratique (depuis 1976).
Drapeau du Mouvement arabe de l'Azawad
Drapeau du Parti Baas
Drapeau utilisé par les mouvements indépendantistes de l'Ahvaz
Drapeau utilisé par certains mouvements autonomistes de l'Ahvaz
Drapeau du Gouvernement de salut syrien (2017-2024)

## Évolution des drapeaux des pays ayant arboré les couleurs panarabes
La Libye arbore les couleurs panarabes sur son drapeau depuis la prise de pouvoir de Kadhafi en 1969. Elle les abandonne en 1977 pour qu'il ressemble moins à celui de l'Égypte de Sadate (qui était allé en Israël) et réaffirmer l'attachement à l'Islam et à la révolution socialiste.

République arabe libyenne, 1969-1972
drapeau de l'Union des Républiques arabes, 1972-1977

La Syrie arbore les couleurs panarabes sur ses drapeaux depuis sa déclaration d'indépendance en 1920, puis de façon définitive lors de l'accession effective à l'indépendance en 1946. Elle aura des drapeaux identiques à d'autres pays arabes lors d'éphémères tentatives d'unions dans le cadre du panarabisme.

(ratio: 1:2) Drapeau de la République syrienne 1936-1958 et 1961-1963
(ratio: 1:2) Drapeau de la République arabe unie 1958-1961, puis de la République arabe syrienne 1980-2024
(ratio: 1:2) Gouvernement baathiste 1963-1972
Union des Républiques arabes 1972-1977

Le drapeau de l'Irak adopté en 1921 était déjà constitué des couleurs panarabes. L'Irak a ensuite adopté un drapeau portant les trois étoiles de la proposition d'alliance avec l'Égypte et la Syrie. Elles ont ensuite changé de sens pour correspondre à la devise du parti Baath.

1921-1959 (ratio: 1:2)
1959-1963 (ratio: 1:2)
1963-1991 (ratio: 2:3)
1991–2004 (ratio: 2:3)

Le drapeau du Yémen a été adopté en mai 1990 quand les deux Yémen se sont unis pour former un pays unique. Les couleurs panarabes étaient déjà présentes sur les drapeaux du Yémen du Sud et du Yémen du Nord.

République arabe du Yémen (1962-1990)
République démocratique populaire du Yémen (1967-1990)